# Stralendorf
Stralendorf  är en kommun i det nordtyska förbundslandet Mecklenburg-Vorpommern. 
Kommunen ingår i kommunalförbundet Amt Stralendorf tillsammans med kommunerna Dümmer, Holthusen, Klein Rogahn, Pampow, Schossin, Warsow, Wittenförden och Zülow.

## Geografi
Stralendorf är beläget väster om förbundslandets huvudort Schwerin i distriktet Ludwigslust-Parchim. 

## Historia
Stralendorf grundades av riddarätten Stralendorp efter 1160, och omnämns första gången 1334 i ett dokument och tillföll hertigdömet Mecklenburg omkring 1520.

### Befolkningsutveckling
Befolkningsutveckling  i Stralendorf
Källa: 